# Rotman, Juršinci
Rotman este o localitate din comuna Juršinci, Slovenia, cu o populație de 137 de locuitori.